# Fritz Schneider (Politiker, 1930)

Fritz Schneider (1985)

Fritz Schneider (* 19. Mai 1930 in Solothurn; † 3. Dezember 2003 ebendort) war ein Schweizer Politiker (FDP) aus dem Kanton Solothurn. Bekannt wurde er als Stadtpräsident von Solothurn und kantonaler Regierungsrat.
Nach dem Rechtsstudium übte Schneider Funktionen in der Rechtsprechung und der Staatsverwaltung aus. Seine politische Karriere als Freisinniger begann er 1969 mit der Wahl zum Stadtammann (heute Stadtpräsident) der Kantonshauptstadt Solothurn. Nach 12 Jahren in dieser Funktion wurde er in den Regierungsrat gewählt. Er leitete das Bildungsdepartement. Nach dem Rücktritt 1995 war er ab 1997 noch drei Jahre Präsident der Radio- und Fernsehgesellschaft DRS im Zentralausschuss der SRG.
Fritz Schneider verstarb 2003 im Alter von 73 Jahren.

## Veröffentlichungen (Auswahl)
- Einige grundsätzliche Überlegungen zur Zukunft der Gemeindepolitik (Antrittsreferat als Stadtammann), Solothurn 1969
- Bildungspolitik und Wirtschaft (Referat vor der Solothurnischen Handelskammer), Solothurn 1989